# Agyneta trifurcata
Agyneta trifurcata är en spindelart som beskrevs av Heikki Hippa och Oksala 1985. Agyneta trifurcata ingår i släktet Agyneta och familjen täckvävarspindlar. Inga underarter finns listade i Catalogue of Life.